# Karsten Stolz
Karsten Stolz (Oberhausen, 23 luglio 1964 – Dinslaken, 3 maggio 2025) è stato un pesista tedesco, vincitore di due argenti ai campionati europei indoor (1988, 1989).

## Biografia
Karsten Stolz compì gli studi al Freiherr-vom-Stein-Gymnasium, il cui palazzetto dello sport prende il nome da suo padre, l'ex allenatore della nazionale Günther Stolz. Esordì al SG Oberhausen e successivamente passò al TV Wattenscheid. Nel 1978 migliorò il record nazionale studentesco nel getto del peso, portandolo a 17,70 m. Due anni dopo migliorò il record nazionale della categoria B-giovanile da 18,02 m a 20,70 m. Vinse la medaglia di bronzo ai Campionati europei juniores di atletica leggera del 1981 a Utrecht e migliorò il record mondiale giovanile di 18,73 m nel getto del peso da 7,26 kg, categoria in realtà riservata agli adulti.
Tra il 1984 e il 1990 si laureò campione nazionale per cinque volte outdoor e per quattro volte indoor. I suoi più grandi successi restano le due medaglie d'argento ai Campionati europei di atletica leggera indoor 1988 a Budapest e a quelli del 1989 all'Aia. La sua unica partecipazione olimpica, nel 1984 a Los Angeles, lo vide classificarsi al dodicesimo posto. Partecipò ad altri campionati europei e mondiali, non raggiungendo mai il podio.
Concluse la carriera sportiva agonistica nel 1991 per via di diversi infortuni. In seguito lavorò per oltre dieci anni come responsabile commerciale della squadra Gasometer di Oberhausen.
È morto a seguito di problemi cardiaci nel maggio 2025.

## Palmarès
| Anno | Manifestazione   | Sede         | Evento         | Risultato | Misura  | Note |
| ---- | ---------------- | ------------ | -------------- | --------- | ------- | ---- |
| 1981 | Europei juniores | Utrecht      | Getto del peso | Bronzo    | 17,77 m |      |
| 1983 | Europei juniores | Schwechat    | Getto del peso | 5º        | 17,46 m |      |
| 1984 | Olimpiadi        | Los Angeles  | Getto del peso | 12º       | 18,31 m |      |
| 1986 | Europei indoor   | Madrid       | Getto del peso | 6º        | 19,63 m |      |
| 1986 | Europei          | Stoccarda    | Getto del peso | 6º        | 19,89 m |      |
| 1987 | Mondiali indoor  | Indianapolis | Getto del peso | 8º        | 19,60 m |      |
| 1987 | Europei indoor   | Liévin       | Getto del peso | 5º        | 19,64 m |      |
| 1987 | Mondiali         | Roma         | Getto del peso | 11º       | 19,22 m |      |
| 1988 | Europei indoor   | Budapest     | Getto del peso | Argento   | 20,22 m |      |
| 1989 | Mondiali indoor  | Budapest     | Getto del peso | 5º        | 20,11 m |      |
| 1989 | Europei indoor   | l'Aia        | Getto del peso | Argento   | 20,22 m |      |
| 1990 | Europei indoor   | Glasgow      | Getto del peso | 8º        | 19,14 m |      |
| 1990 | Europei          | Spalato      | Getto del peso | 8º        | 19,95 m |      |